# Épidémie de choléra de 1853 à Copenhague
L'épidémie de choléra de Copenhague de 1853 est une grave épidémie de choléra survenue à Copenhague, au Danemark, en 1853, dans le cadre de la troisième pandémie de choléra. Environ 4 800 personnes sont morts de cette épidémie.

## Contexte
Les professionnels de la santé avaient mis en garde depuis les années 1840 contre les conditions sanitaires déplorables de la ville en raison du manque d'installations et de services sanitaires appropriés et d'une surpopulation croissante en raison de l'interdiction du développement urbain en dehors des murs de la ville.

## Épidémie
L'épidémie a éclaté le 11 juin 1853 et a duré jusqu'en octobre, date à laquelle elle s'est estompée. Au total, 7 219 infections ont été signalées, dont 4 737 (56,7%) sont décédées. Depuis Copenhague, l'épidémie s'est propagée aux provinces où 24 villes ont été touchées et 1 951 personnes sont mortes.

## Conséquences
L'épidémie de choléra a été un facteur clé dans la décision de déclasser les fortifications de Copenhague, bien que l'étape soit attendue depuis longtemps et soit en cours depuis des décennies. L'épidémie de choléra a également contribué à la décision de la ville de construire un nouveau marché aux bestiaux, le quartier de Kødbyen (en), et un approvisionnement en eau municipal plus sûr .
Cela a également entraîné la construction de plusieurs ensembles de logements construits par des organisations philanthropiques pour fournir des logements sains en dehors du centre-ville à des personnes disposant de peu de moyens. La Société médicale a achevé la première étape de la construction de logements maintenant connue sous le nom de Brumleby à Østerbro en 1857. Ils sont considérés comme le premier exemple de logement social au Danemark. Le Classenske Fideicommis (en) a acquis un site de trois hectares à Frederiksberg en 1856 et a construit les terrasses Classen (De Classenske Boliger) entre 1866 et 1881.

## Victimes notables
- Frederik Clauson-Kaas, Hofmarskal
- Christoffer Wilhelm Eckersberg, peintre
- Peter Christoph Hagemann (en), architecte
- Carl Henckel, graveur
- Frantz Christopher von Jessen, overpostmester
- Carl Løffler (en), peintre décoratif
- Jacob Ræder, officier militaire
- Adolph Schätzig, photographe